# يانتاي
يانتاي (بالصينية: 烟台市)‏ هي مدينة على مستوى محافظة، في جمهورية الصين الشعبية، تتبع شاندونغ، تبلغ مساحتها 13,745.74 كيلومتر مربع، رمزها البريدي هو 264000.

## مدن توأم
المدن التوأم:
- كامبار
- أنجيه
- سان دييغو، كاليفورنيا
- أوماها، نبراسكا
- Örebro Municipality [الإنجليزية]‏.

## التقسيمات الإدارية
- Zhifu, Yantai [الإنجليزية]‏
- Fushan, Yantai [الإنجليزية]‏
- Muping, Yantai [الإنجليزية]‏
- Laishan, Yantai [الإنجليزية]‏
- جزر تشانغشان
- لونغ كوه  [لغات أخرى]‏
- لاي يانغ
- لايتشو  [لغات أخرى]‏
- بنغلاي  [لغات أخرى]‏
- Zhaoyuan, Shandong [الإنجليزية]‏
- تشيشيا  [لغات أخرى]‏
- هاييانغ  [لغات أخرى]‏.

## أعلام
- يو بن
- شو جينغ
- وانغ يابينغ
- تشانغ روي
- وانغ شاشا
- تشارلز جاي تراين
- هنتر كوربيت